# René-Joseph de Tournemine

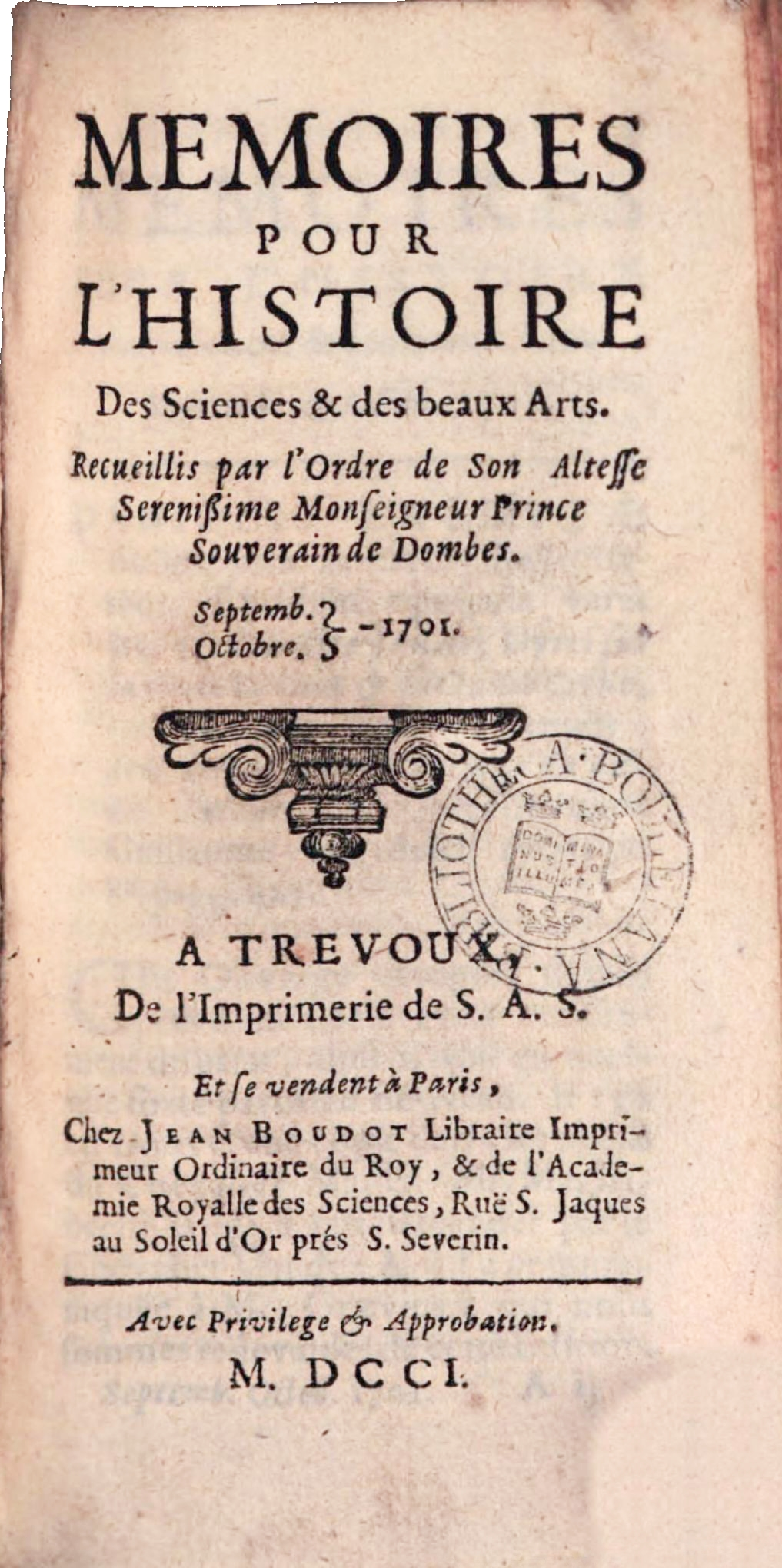
Titelblatt der ersten Ausgabe, Januar/Februar 1701

René-Joseph Tournemine (* 26. April 1661 in Rennes; † 16. Mai 1739 in Paris) war ein französischer Jesuit. Er gehörte zu den Autoren  des Journal de Trévoux.

## Leben
Tournemine trat im Alter von 19 Jahren in den Jesuitenorden ein. Er studierte Geisteswissenschaften, Philosophie und Theologie, hatte weitgespannte literarische Interessen und befasste sich mit alter und neuerer Geschichte und Literatur sowie mit Geographie und Numismatik.
Ende 1701 wurde er in die Redaktion des von den Jesuiten herausgegebenen Wissenschaftsjournals Journal de Trévoux und später in die  des Dictionnaire de Trévoux berufen, in dem er in der Folge zahlreiche kritische Artikel und Analysen zu verschiedenen Themen veröffentlichte, die in Europa ein starkes Echo hervorriefen. Geschätzt wurde seine kritische Distanz und die Unparteilichkeit seines Urteils, da er sich nicht scheute, auf Schwächen und Irrtümer der besprochenen Autoren, d. h. auch von Autoren aus dem Jesuitenorden, hinzuweisen. Ebenso ausgewogen und sachlich pflegte er Publikationen von Autoren zu würdigen, deren Grundsätze und Meinungen er nicht teilte. So bekämpfte er die Thesen seines jesuitischen Mitbruders Jean Hardouin, lobte andererseits Voltaires Tragödie Mérope (1797) als ein den  Meisterwerken der Antike adäquates Werk.
Tournemine unterhielt einen umfangreichen Briefwechsel mit zahlreichen Gelehrten seiner Zeit und förderte junge Literaten und Schriftsteller.